# Ludwig Merzbacher

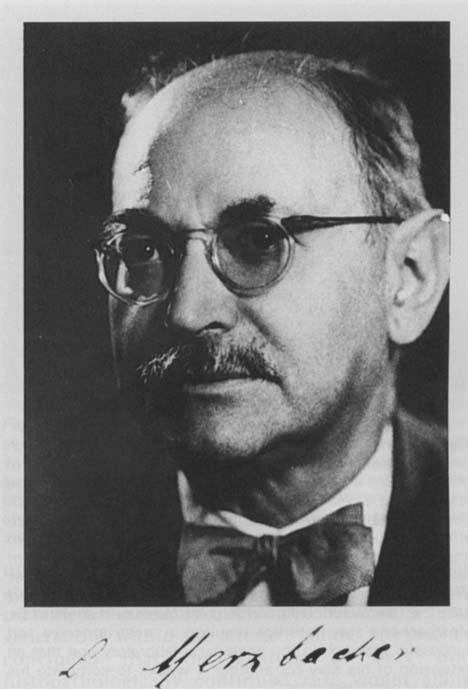
Ludwig Merzbacher

Ludwig Merzbacher, Luis Merzbacher (ur. 9 lutego 1875 we Florencji, zm. 30 października 1942 w Buenos Aires) – niemiecko-argentyński lekarz neurolog, neuropatolog i psychiatra. 

## Życiorys
Uczył się w gimnazjum w Monachium, a następnie studiował medycynę, najpierw na Uniwersytecie Ludwika i Maksymiliana w Monachium, potem na Uniwersytecie w Strasburgu oraz Uniwersytecie Fryderyka Wilhelma w Berlinie. Ostatnie egzaminy zdał w Strasburgu w czerwcu 1899 roku. Od 1900 do 1902 był asystentem w Instytucie Fizjologii w Strasburgu u Friedricha Goltza, w 1900 roku przedstawił swoją dysertację doktorską Ueber die Beziehungen der Sinnesorgane zu den Reflexbewegungen des Frosches (O związkach między narządami zmysłów a odruchami u żaby). W 1900 roku przez krótki czas był lekarzem okrętowym. Od 1903 do 1904 odbył pierwszy rok stażu w klinice psychiatrycznej Uniwersytetu Albrechta i Ludwika we Fryburgu u Alfreda Hoche, od 1904 do 1906 pracował na Uniwersytecie Ruprechta i Karola w Heidelbergu, a od października 1906 do 1910 na Uniwersytecie Eberharda i  Karola w Tybindze u Roberta Gauppa oraz Uniwersytecie Ludwika i Maksymiliana w Monachium (przez pięć miesięcy) u Aloisa Alzheimera. W Tybindze w 1906 roku przedstawił rozprawę habilitacyjną i w sierpniu został privatdozentem. 
28 grudnia 1908 roku trzęsienie ziemi zniszczyło posiadłość Merzbachera w Mesynie na Sycylii. Dorobek rodziny Merzbacherów bezpowrotnie przepadł. W związku z niskimi zarobkami lekarzy w Niemczech Merzbacher w 1910 roku przyjął propozycję kierowania laboratorium przy klinice psychiatrycznej Hospicio de las Mercedes w Buenos Aires. Pobyt w Ameryce Południowej był planowany jako tymczasowy i neurolog początkowo otrzymał urlop od władz tybińskiego uniwersytetu jedynie na dwa lata. Ostatecznie uczony został w Argentynie do końca życia. Od 1914 do 1919 prowadził wydział patologiczno-anatomiczny Clínica Modelö w Buenos Aires, a od 1924 pracował jako ordynator w niemieckim szpitalu w Buenos Aires. W 1923 roku odwiedził Niemcy i został zaproszony przez Walthera Spielmeyera do wygłoszenia referatu o chorobach demielinizacyjnych w Monachium.

## Życie prywatne
Ludwig Merzbacher był synem niemieckiego kupca. Jego wujem był podróżnik i alpinista Gottfried Merzbacher.

## Dorobek naukowy
W 1910 roku opisał chorobę znaną dziś jako choroba Pelizaeusa-Merzbachera. Podczas pobytu w Argentynie Merzbacher opublikował liczne prace z dziedziny fizjologii doświadczalnej, anatomii patologicznej i leczenia porażenia postępującego.

## Wybrane prace
- Ueber die Beziehungen der Sinnesorgane zu den Reflexbewegungen des Frosches. Bonn: Pierer, 1900
- Ueber die Beziehungen der Sinnesorgane zu den Reflexbewegungen des Frosches[5]. 1900
- Untersuchungen über die Regulation der Bewegungen der Wirbelthiere[6]. 1901
- Die Folgen der Durchschneidung der sensibeln Wurzeln im unteren Lumbalmarke, im Sacralmarke und in der Cauda equina des Hundes[7]. 1902
- Untersuchungen über die Function des Centralnervensystems der Fledermaus[8]. 1903
- Merzbacher L, Spielmeyer W. Beiträge zur Kenntnis des Fledermausgehirns, besonders der corticomotorischen Bahnen, 1903
- Untersuchungen an winterschlafenden Fledermäusen[9]. 1903
- Kasuistische Beiträge zur hysterischen Artikulationsstörung, speziell des hysterischen Stotterns. Münchener Medizinische Wochenschrift 51, ss. 1468–1470, 1904
- Zur Biologie der Nervendegeneration. Münchener Medizinische Wochenschrift 51, s. 2068, 1904
- Ergebnisse der Untersuchung des Liquor cerebrospinalis. Neurologisches Centralblatt 23, ss. 548–559, 1904
- Allgemeine Physiologie des Winterschlafes[10]. 1904
- Zur Biologie der Nervendegeneration. Neurologisches Centralblatt 24, 150–155, 1905
- Die Beziehung der Syphilis zur Lymphocytose der Cerebrospinalflüssigkeit und zur Lehre von der meningitischen Reizung. Centralblatt für Nervenheilkunde und Psychiatrie 16, s. 489, 1905
- Sull′ importanza diagnostica della puntura lombare nella psichiatria e nevrologia. Rivista di patologia nervosa e mentale 11, ss. 193–207, 1906
- Weitere Mitteilungen über eine einzigartige hereditär-familiäre Erkrankung des Zentralnervensystems. Medizinische Klinik 4, ss. 1952–1955, 1908
- Ein neuer Beitrag zur abnormen Myelinumscheidung in der Grosshirnrinde[11]. 1909
- Gibt es präformierte pericelluläre Lymphräume. Neurologisches Centralblatt 28, ss. 975–981, 1909
- Untersuchungen über die Morphologie und Biologie der Abräumzellen im Zentralnervensystem. Jena: G. Fischer, 1909
- Gesetzmässigkeiten in der Vererbung und Verbreitung verschiedener hereditärfamiliärer Erkrankungen. Archiv für Rassen- und Gesellschafts-Biologie 6, ss. 172–198, 1909
- Das reaktive Gliom. Münchener Medizinische Wochenschrift 56, ss. 2051–2053, 1909
- Gliastudien; das reaktive Gliom und die reaktive Gliose; ein kritischer Beitrag zur Lehre vom Gliosarkom[12]. 1910
- Eine eigenartige familiär-hereditäre Erkrankungsform (Aplasia axialis extracorticalis congenita)[13]. 1910
- Über ein sehr grosses multilobuläres Fibrom im Cervikalmark[14]. 1913
- El psicoanálisis. Su importancia para el diagnóstico y tratamiento de las psiconeurosis. La Semana Médica 1, s. 226, 1914
- Consideraciones generales sobre las lesiones histopatológicas en un caso rabia humana. Anales del Instituto modelo de clínica médica 1, ss. 32–40, 1914/1915
- Merzbacher L, Rojas SP. Sobre la biología de la degeneración y regeneración de los nervios. La Semana médica 24, s. 395, 1917
- La guerra de exterminio y hambre. Un estudio demográfico. Buenos Aires: Germania, 1920
- La enseñanza actual de la psiquiatria. La Semana médica 29 (2), ss. 194–196, 1922
- Ueber die Pelizaeus-Merzbachersche Krankheit. Zentralblatt für die gesamte Neurologie und Psychiatrie 32, ss. 202–203, 1923
- Ueber Höhlenbildungen im Gehirn von Erwachsenen[15]. 1924
- Resultados favorables conseguidos mediante el tratamiento de la parálisis general y tabes, por la inoculación de la malaria. Buenos Aires: E. Spinelli, 1924
- Merzbacher L, Bianchi AE. Contribución al estudio de los opas. Boletín del Instituto de Clínica Quirúrgica 4, ss. 109–116, 1928
- Vorläufige Ergebnisse der deutschen Studienkommission unter Leitung von Dr. Richard Wegner in Bolivien. Phoenix. Zeitschrift des Deutschen Wissenschaftlichen Vereins 14 (3), ss. 333—334, 1928
- Ueber Koka und Kokakauer. Münchener Medizinische Wochenschrift 76, s. 2016–2019, 1929
- Tilcara und der alte Indianerfriedhof. Phoenix. Zeitschrift des Deutschen Wissenschaftlichen Vereins 15 (4/5), ss. 129–140, 1929
- Von der Notgemeinschaft der Deutschen Wissenschaft. Phoenix. Zeitschrift für deutsche Geistesarbeit in Südamerika 14 (1/2), s. 50, 1929
- Auf einer Reise im Nord-Westen Argentiniens. 2. Mitteilung: Über künstliche Schädelmibildungen der Inkas. Phoenix. Zeitschrift des Deutschen Wissenschaftlichen Vereins ss. 192–198, 1930
- Die Beziehungen der natürlichen Malaria zur Syphilis[16]. 1930